# Édouard Risler
Joseph-Édouard Risler (Baden-Baden, 23 de febrero de 1873 – París, 22 de julio de 1929) fue un pianista francés.

## Biografía
Nacido en Baden-Baden en el Gran Ducado de Baden, sus padres fueron Auguste Risler, pintor alsaciano, y Elisabeth Hertweck, de origen alemán.
Estudió con Louis Diémer, Théodore Dubois y Émile Decombes en el Conservatoire de Paris de 1883 a 1890. Fue grabado por Theo Wangemann en la Exposición Universal de París (1889), una de las primeras grabaciones musicales. En 1891 se hizo buen amigo de Emmanuel Chabrier y visitó y mantuvo correspondencia con el compositor.
Después completó sus estudios en Alemania con Karl Klindworth, Eugen d'Albert y Bernhard Stavenhagen. Fue répétiteur en el Festpielhaus de Bayreuth en 1896.
Se impuso rápidamente como uno de los grandes pianistas franceses de su época, abierto tanto a la música de su tiempo como a la herencia romántica alemana. Fue pianista de grandes ciclos: conciertos de las 32 sonatas de Beethoven de octubre a diciembre de 1905 en la sala Pleyel del 22 de la rue Rochechouart, la obra completa de Chopin y El clave bien temperado de Johann Sebastian Bach.
En 1897-1898, enseñó en la Schola Cantorum de París (clase superior de piano). En 1907 fue nombrado profesor del Conservatorio de París. Se casó con Émilie Girette, cantante aficionada para la que Gabriel Fauré escribió varias de sus canciones. Tuvieron dos hijos: Élisabeth Risler-François y Jean-François Risler. Mantuvo una estrecha correspondencia con su amigo, el compositor Reynaldo Hahn, que le dedicó la canción Fleur fânée (1894), y otra a su esposa, Eau printanière (1907, 6.ª canción de la colección Les Feuilles blessées). Estrenó la Sonatina en do mayor de Reynaldo Hahn (abril de 1908, Salle Érard).
Chabrier le dedicó su Bourrée fantasque y Enrique Granados el Coloquio en la reja, extracto de  Goyescas. Risler hizo una transcripción para piano de Las alegres travesuras de Till Eulenspiegel (Till Eulenspiegels lustige Streiche) de Richard Strauss.
Fue nombrado Caballero de la Legión de Honor el 7 de agosto de 1923.
Está enterrado en el cementerio de Père-Lachaise (94.ª división).

## Estrenos de Risler
Risler estrenó las siguientes obras:
- Ernest Chausson: Quelques danzas (1897)
- Emmanuel Chabrier: Ronde champêtre, Ballabile, Feuillet d'album (3 de abril de 1897)
- Paul Dukas: Sonata en mi bemol menor (Sala Pleyel, 10 de mayo de 1901)
- Dukas: Variaciones, interludio y finale sobre un tema de Rameau (23 de mayo de 1903)
- George Enescu: Variaciones para 2 pianos (con Alfred Cortot)
- Gabriel Fauré: Dolly (con Alfred Cortot; 1898); Impromtu nº. 4 (1907); Barcarolas números. 6 y 8 (desde 1907)
- Albéric Magnard: Promenades (Conciertos Durand 1911).